# Ivanka Hristova
Ivanka Marinova Hristova (in bulgaro Иванка Маринова Христова?; Osikovitsa, 19 novembre 1941 – 24 febbraio 2022) è stata una pesista bulgara, campionessa olimpica a Montreal 1976.

## Palmarès
| Anno | Manifestazione | Sede              | Evento         | Risultato | Misura  | Note            |
| ---- | -------------- | ----------------- | -------------- | --------- | ------- | --------------- |
| 1964 | Olimpiadi      | Tokyo             | Getto del peso | 10ª       | 15,69 m |                 |
| 1967 | Europei indoor | Praga             | Getto del peso | Argento   | 16,55 m |                 |
| 1968 | Europei indoor | Madrid            | Getto del peso | 4ª        | 17,11 m |                 |
| 1968 | Olimpiadi      | Città del Messico | Getto del peso | 6ª        | 17,25 m |                 |
| 1969 | Europei indoor | Belgrado          | Getto del peso | Argento   | 16,94 m |                 |
| 1969 | Europei        | Atene             | Getto del peso | 4ª        | 18,04 m |                 |
| 1970 | Europei indoor | Vienna            | Getto del peso | 5ª        | 17,58 m |                 |
| 1971 | Europei indoor | Sofia             | Getto del peso | 5ª        | 17,42 m |                 |
| 1971 | Europei        | Helsinki          | Getto del peso | 6ª        | 17,78 m |                 |
| 1972 | Europei indoor | Grenoble          | Getto del peso | 4ª        | 17,92 m |                 |
| 1972 | Olimpiadi      | Monaco di Baviera | Getto del peso | Bronzo    | 19,35 m |                 |
| 1973 | Europei indoor | Rotterdam         | Getto del peso | 4ª        | 17,92 m |                 |
| 1974 | Europei indoor | Göteborg          | Getto del peso | 4ª        | 19,23 m |                 |
| 1974 | Europei        | Roma              | Getto del peso | 4ª        | 19,17 m |                 |
| 1975 | Europei indoor | Katowice          | Getto del peso | Bronzo    | 19,35 m |                 |
| 1976 | Europei indoor | Monaco di Baviera | Getto del peso | Oro       | 20,45 m |                 |
| 1976 | Olimpiadi      | Montréal          | Getto del peso | Oro       | 21,16 m | Record olimpico |